# Peter Toma
Pour les articles homonymes, voir Toma.
Peter Toma est un informaticien et un chercheur en linguistique hongrois.
C'est lui qui a mis au point et commercialisé le système de traduction automatique SYSTRAN. Entre 1984 et 1987, environ, il a résidé à Dunedin, en Nouvelle-Zélande, où il dirigeait Textus, une compagnie qui cherchait à intégrer la traduction automatique aux PC qui venaient d'apparaître.

## Sources
- (en) Cet article est partiellement ou en totalité issu de l’article de Wikipédia en anglais intitulé « Peter Toma » (voir la liste des auteurs).